# Szokolya
Szokolya es un pueblo húngaro perteneciente al distrito de Szob, condado de Pest.

## Superficie
Cuenta con una superficie de 59,05 km².

## Demografía
Hasta 2024 la población era de 1940 habitantes, con una densidad de población de 32,85 hab/km².
| Gráfica de evolución demográfica de Szokolya entre 2020 y 2024 |
|                                                                |
| Datos según la Oficina Central de Estadística de Hungría.      |